# Panthera principialis
Panthera principialis — вимерлий вид із роду Panthera, описаний у 2023 році на основі фрагментів скам'янілостей пліоценового віку з Летолі, Танзанія. Оскільки вид був найстарішим відомим видом Panthera на той час, йому було присвоєно видовий епітет «principialis» від латинського слова, що означає «початковий, вихідний, на початку».

## Таксономія
Скам'янілості, на основі яких була заснована P. principialis, раніше відносили до видів Panthera leo, Panthera gombaszoegensis і Panthera palaeosinensis.

## Опис
Panthera principialis була кішкою розміром з лева.